# Jemal Rogora
Jemal Rogora (nascido em 3 de agosto de 1959) é um ex-ciclista etiopiano. Competiu na prova individual do ciclismo de estrada nos Jogos Olímpicos de 1980, disputada na cidade de Moscou, União Soviética, sendo um dos ciclistas que não conseguiram completar a corrida.